# Петфирде
Петфирде (мађ. Pétfürdő) град је у западној Мађарској. Петфирде је град у оквиру жупаније Веспрем. Током Нафтне кампање у време Другог светског рата, Рафинерију нафте Петфирде и фабрику азотног ђубрива бомбардовале су ваздухопловне снаге Сједињених Држава.

## Географија

### Локација
Петфирде се налази на југоисточном подножју крашког планинског венца Бакоњ, 2 километра западно од града Варпалоте.

## Историја
Први познати помен Петфирде датира из 1082. године, када се помиње у вези са млиновима који раде дуж реке Пети, међутим, подручје је већ раније било насељено, о чему сведоче остаци путева и брана из римског доба који су археолошким ископавањима откривени на граници насеља. Касније га Анонимус помиње као одмориште за освајаче који су кренули да освоје Веспрем. У средњем веку је био познат под именима Пејт и Пет. У 15. веку је припадао је Варпалоти, а затим је у турско доба остао без становника. Топли извори Петфирде се први пут помињу 1716. године. Његово пресељавање је почело крајем 17. века захваљујући породици Зичи. Купалиште је подигнуто око 1860. године. Железничка станица Пет је такође изграђена те године дуж железничке пруге Секешфехервар–Сомбатхељ. Године 1913. име села је промењено из Пет у Петфирде.
Године 1996. одржан је референдум у Петфирду, током којег су становници изразили жељу да се отцепе од Варпалоте. Одлуком 116/1997  (IX. 3.), председника Републике прогласио је Петфирде поново независном општином од 1. октобра 1997. године. Међутим, подела имовине која је пратила раздвајање трајала је дуже време, у оквиру судског поступка. Од 2001. године насеље носи назив општине. Њен градоначелник од 1997. године је Ева Хорват.

## Становништво
У време пописа 2011. године, 84,8% становника се изјаснило као Мађари, 0,7% као Немци, а 0,4% као Роми (15,1% се није изјаснило). 
Верска дистрибуција је била следећа: римокатолици 29,2%, реформисани 5,8%, лутерани 2,4%, неденоминациони 28,6% (32,4% се није изјаснило).